# Semi-marathon Rome-Ostie
Le Semi-marathon Rome-Ostie est une course de semi-marathon se déroulant tous les ans entre les villes de Rome et d'Ostie, en Italie. Créée en 1974, l'épreuve fait partie du circuit international des IAAF Road Race Label Events, dans la catégorie des « Labels d'or ».

## Parcours
Le départ de la course se fait depuis le Palazzetto dello Sport situé dans le quartier Esposizione Universale di Roma (EUR) de Rome. Le tracé mène les coureurs à travers le quartier avec notamment un passage dès le début dans le Parc Central du Lac. Ensuite ils emprunteront la longue route qui relie Rome et Ostie, la Via Cristoforo Colombo. L'arrivée se fera au bout de cette longue rue de 27 km, sur la place Cristoforo Colombo.

## Palmarès

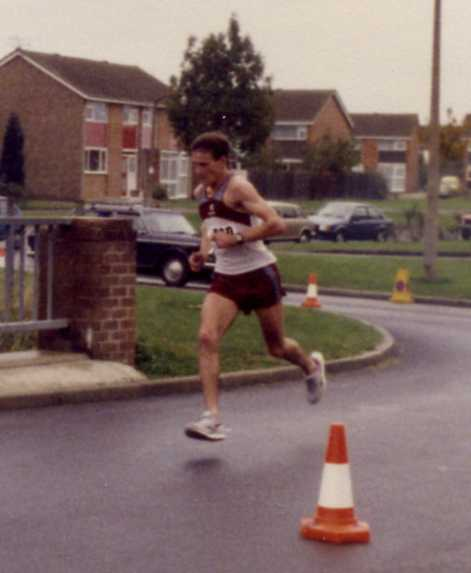
Le Britannique Steve Jones est l'un des premiers athlètes non italiens à remporter l'épreuve en 1985

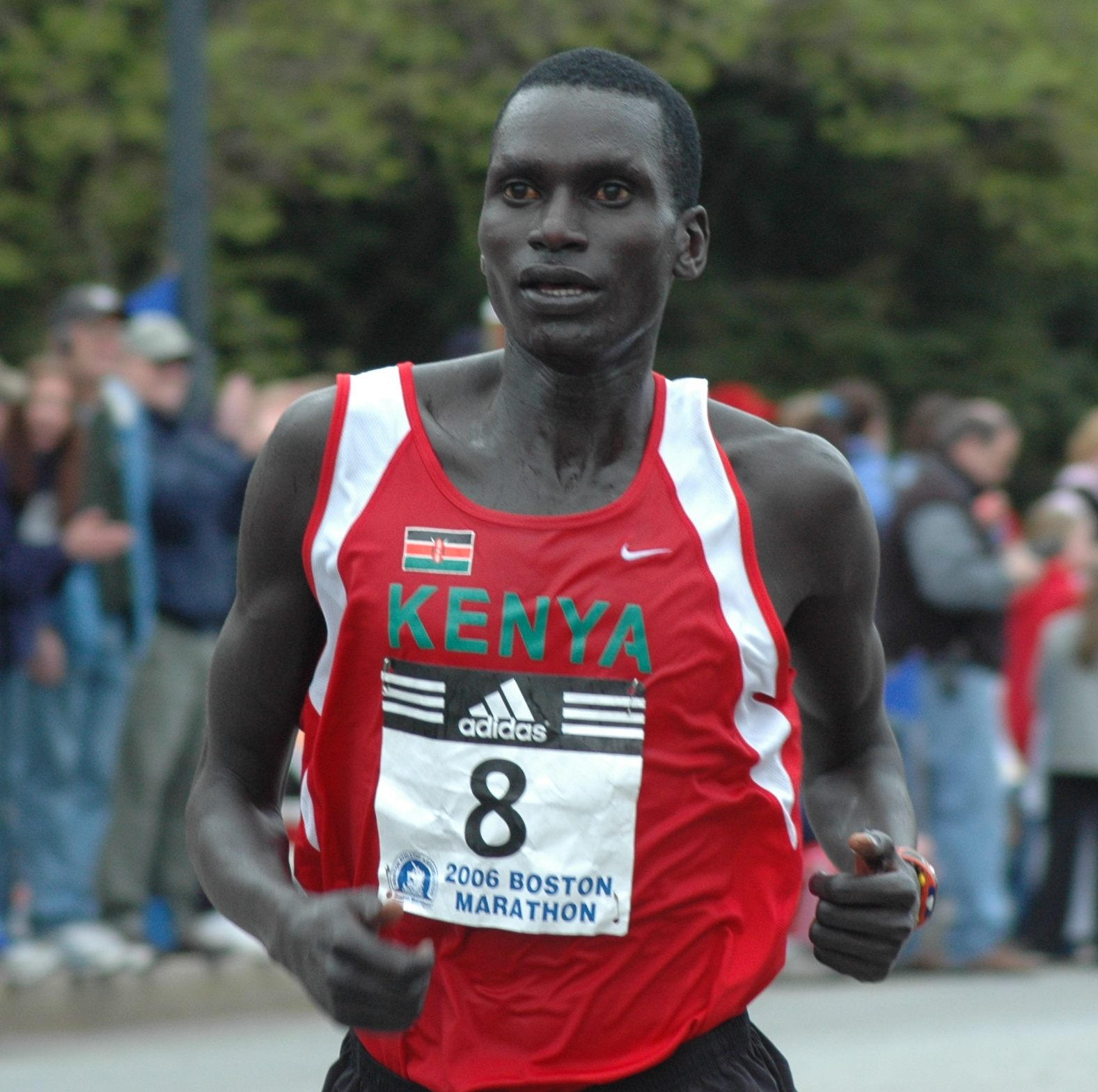
Le Kényan Robert Kipkoech Cheruiyot remporte l'épreuve en 2002

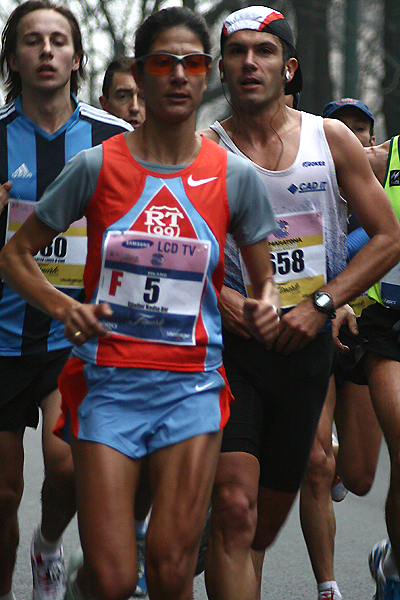
La Bahreïnienne Nadia Ejjafini devient la première Asiatique à remporter l'épreuve en 2006

| Édition | Année                                                | Homme                                                | Pays                                                 | Temps                                                | Femme                                                | Pays          | Temps           |
| ------- | ---------------------------------------------------- | ---------------------------------------------------- | ---------------------------------------------------- | ---------------------------------------------------- | ---------------------------------------------------- | ------------- | --------------- |
| 1re     | 1974                                                 | Umberto Risi                                         | Italie                                               | 1 h 28 min 54 s                                      | Manuela Mausoli                                      | Italie        | 2 h 05 min 59 s |
| 2e      | 1975                                                 | Paolo Accaputo                                       | Italie                                               | 1 h 29 min 46 s                                      | Maria Pirozzi                                        | Italie        | 2 h 07 min 23 s |
| 3e      | 1976                                                 | Alessandro Cervigni                                  | Italie                                               | 1 h 27 min 55 s                                      | Adriana Pedaletti                                    | Italie        | 2 h 06 min 43 s |
| 4e      | 1977                                                 | Antonio Erotavo                                      | Italie                                               | 1 h 27 min 42 s                                      | Adriana Pedaletti                                    | Italie        | 2 h 05 min 38 s |
| 5e      | 1978                                                 | Umberto Risi                                         | Italie                                               | 1 h 31 min 47 s                                      | Chiara Castellani                                    | Italie        | 2 h 07 min 17 s |
| 6e      | 1979                                                 | Marco Marchei                                        | Italie                                               | 1 h 27 min 10 s                                      | Maura Bertetto                                       | Italie        | 2 h 07 min 55 s |
| 7e      | 1980                                                 | Marco Marchei                                        | Italie                                               | 1 h 34 min 01 s                                      | Rossana Matrella                                     | Italie        | 2 h 11 min 46 s |
| 8e      | 1981                                                 | Dereje Nedi                                          | Éthiopie                                             | 1 h 21 min 20 s                                      | Silvana Cruciata                                     | Italie        | 1 h 42 min 06 s |
| —       | 1982                                                 | Annulée                                              | Annulée                                              | Annulée                                              | Annulée                                              | Annulée       | Annulée         |
| 9e      | 1983                                                 | Bernard Ford                                         | Royaume-Uni                                          | 1 h 24 min 30 s                                      | Rita Marchisio                                       | Italie        | 1 h 38 min 53 s |
| 10e     | 1984                                                 | Salvatore Nicosia                                    | Italie                                               | 1 h 25 min 04 s                                      | Silvana Cruciata                                     | Italie        | 1 h 40 min 56 s |
| 11e     | 1985                                                 | Steve Jones                                          | Royaume-Uni                                          | 1 h 26 min 25 s                                      | Maria Curatolo                                       | Italie        | 1 h 43 min 13 s |
| 12e     | 1986                                                 | Loris Pimazzoni                                      | Italie                                               | 1 h 34 min 13 s                                      | Angie Pain                                           | Royaume-Uni   | 1 h 50 min 13 s |
| 13e     | 1987                                                 | Salvatore Nicosia                                    | Italie                                               | 1 h 02 min 12 s                                      | Silvana Cucchietti                                   | Italie        | 1 h 14 min 32 s |
| 14e     | 1988                                                 | El Mostafa Nechchadi                                 | Maroc                                                | 1 h 04 min 32 s                                      | Glynis Penny                                         | Royaume-Uni   | 1 h 15 min 02 s |
| 15e     | 1989                                                 | Carl Thackery                                        | Royaume-Uni                                          | 1 h 02 min 10 s                                      | Graziella Striuli                                    | Italie        | 1 h 14 min 35 s |
| 16e     | 1990                                                 | Carl Thackery                                        | Royaume-Uni                                          | 1 h 01 min 44 s                                      | Rakiya Maraoui                                       | Maroc         | 1 h 14 min 56 s |
| 17e     | 1991                                                 | Juma Mnyampanda                                      | Tanzanie                                             | 1 h 02 min 34 s                                      | Izabela Zatorska                                     | Pologne       | 1 h 13 min 02 s |
| 18e     | 1992                                                 | Andrew Masai                                         | Kenya                                                | 1 h 02 min 18 s                                      | Anna Villani                                         | Italie        | 1 h 12 min 12 s |
| 19e     | 1993                                                 | Andrew Masai                                         | Kenya                                                | 1 h 02 min 23 s                                      | Anna Villani                                         | Italie        | 1 h 12 min 34 s |
| 20e     | 1994                                                 | Saïd Ermili                                          | Maroc                                                | 1 h 02 min 27 s                                      | Tatiana Oussacheva                                   | Russie        | 1 h 14 min 59 s |
| 21e     | 1995                                                 | Giovanni Ruggiero                                    | Italie                                               | 1 h 02 min 53 s                                      | Rosanna Munerotto                                    | Italie        | 1 h 11 min 36 s |
| 22e     | 1996                                                 | Philemon Kipkering Metto                             | Kenya                                                | 1 h 01 min 53 s                                      | Patrizia Ritondo                                     | Italie        | 1 h 13 min 07 s |
| 23e     | 1997                                                 | Stefano Baldini                                      | Italie                                               | 1 h 00 min 56 s                                      | Rosanna Munerotto                                    | Italie        | 1 h 12 min 50 s |
| 24e     | 1998                                                 | Philip Chirchir                                      | Kenya                                                | 1 h 02 min 23 s                                      | Franca Fiacconi                                      | Italie        | 1 h 13 min 19 s |
| —       | 1999                                                 | Non organisée                                        | Non organisée                                        | Non organisée                                        | Non organisée                                        | Non organisée | Non organisée   |
| 25e     | 2000                                                 | Francesco Ingargiola                                 | Italie                                               | 1 h 01 min 19 s                                      | Maura Viceconte                                      | Italie        | 1 h 11 min 07 s |
| 26e     | 2001                                                 | Giuliano Battocletti                                 | Italie                                               | 1 h 02 min 24 s                                      | Tiziana Alagia                                       | Italie        | 1 h 11 min 29 s |
| 27e     | 2002                                                 | Robert Kipkoech Cheruiyot                            | Kenya                                                | 1 h 00 min 06 s                                      | Gloria Marconi                                       | Italie        | 1 h 11 min 31 s |
| 28e     | 2003                                                 | Boniface Usisivu                                     | Kenya                                                | 1 h 01 min 13 s                                      | Gloria Marconi                                       | Italie        | 1 h 09 min 25 s |
| 29e     | 2004                                                 | Paul Kirui                                           | Kenya                                                | 1 h 00 min 22 s                                      | Hafida Izem                                          | Maroc         | 1 h 10 min 39 s |
| 30e     | 2005                                                 | James Kwambai                                        | Kenya                                                | 1 h 00 min 45 s                                      | Rosaria Console                                      | Italie        | 1 h 09 min 34 s |
| 31e     | 2006                                                 | William Todoo Rotich                                 | Kenya                                                | 1 h 00 min 12 s                                      | Nadia Ejjafini                                       | Bahreïn       | 1 h 10 min 43 s |
| 32e     | 2007                                                 | Benson Barus                                         | Kenya                                                | 1 h 00 min 18 s                                      | Souad Aït Salem                                      | Algérie       | 1 h 10 min 29 s |
| 33e     | 2008                                                 | Jonathan Kosgei Kipkorir                             | Kenya                                                | 1 h 00 min 19 s                                      | Souad Aït Salem                                      | Algérie       | 1 h 09 min 15 s |
| 34e     | 2009                                                 | Elijah Keitany                                       | Kenya                                                | 1 h 00 min 59 s                                      | Anna Incerti                                         | Italie        | 1 h 09 min 24 s |
| 35e     | 2010                                                 | Peter Kimeli                                         | Kenya                                                | 1 h 01 min 51 s                                      | Alice Timbilil                                       | Kenya         | 1 h 10 min 34 s |
| 36e     | 2011                                                 | Tujuba Beyu Mergesa                                  | Éthiopie                                             | 59 min 58 s                                          | Anna Incerti                                         | Italie        | 1 h 09 min 06 s |
| 37e     | 2012                                                 | Philemon Kimeli Limo                                 | Kenya                                                | 59 min 32 s                                          | Florence Kiplagat                                    | Kenya         | 1 h 06 min 38 s |
| 38e     | 2013                                                 | Wilson Kiprop                                        | Kenya                                                | 59 min 15 s                                          | Flomena Cheyech                                      | Kenya         | 1 h 07 min 39 s |
| 39e     | 2014                                                 | Aziz Lahbabi                                         | Maroc                                                | 59 min 25 s                                          | Caroline Chepkwony                                   | Kenya         | 1 h 08 min 48 s |
| 40e     | 2015                                                 | Robert Chemosin                                      | Kenya                                                | 59 min 37 s                                          | Amane Beriso                                         | Éthiopie      | 1 h 08 min 43 s |
| 41e     | 2016                                                 | Solomon Yego                                         | Kenya                                                | 58 min 44 s                                          | Worknesh Degefa                                      | Éthiopie      | 1 h 07 min 08 s |
| 42e     | 2017                                                 | Guye Adola                                           | Éthiopie                                             | 59 min 18 s                                          | Gladys Cherono                                       | Kenya         | 1 h 07 min 01 s |
| 43e     | 2018                                                 | Galen Rupp                                           | États-Unis                                           | 59 min 47 s                                          | Haylu Hfatamenesh                                    | Éthiopie      | 1 h 09 min 02 s |
| 44e     | 2019                                                 | Guye Adola                                           | Éthiopie                                             | 1 h 00 min 17 s                                      | Lonah Chemtai                                        | Israël        | 1 h 06 min 40 s |
| 2020    | Édition annulée en raison de la pandémie de Covid-19 | Édition annulée en raison de la pandémie de Covid-19 | Édition annulée en raison de la pandémie de Covid-19 | Édition annulée en raison de la pandémie de Covid-19 | Édition annulée en raison de la pandémie de Covid-19 |               |                 |

Code couleur :
- Record de l'épreuve
- Distance 27-30 km